# Boronia stricta
Boronia stricta är en vinruteväxtart som beskrevs av Bartling. Boronia stricta ingår i släktet Boronia och familjen vinruteväxter. Inga underarter finns listade i Catalogue of Life.